# A Matter of Time (Shed Seven)
A Matter of Time è il sesto album in studio del gruppo musicale Rock britannica Shed Seven. L'album è uscito il 5 gennaio 2024 su etichetta Cooking Vinyl. È il loro primo album dopo 6 anni.

## Il disco
L'annuncio dell'uscita di A Matter of Time è arrivato insieme all'uscita del singolo "Kissing California" il 13 luglio 2023. Prodotto da Youth, il gruppo ha preso un "Ritorno alle loro origini", deviando verso i suoni che gli hanno dato la passione di "suonare e scrivere canzoni all'età di 12 anni". Come risultato i Shed Seven si sono ispirati ai loro primi album. L'album è uscito nel 30º anniversario del loro primo album Change Giver uscito il 5 gennaio 1994.
Gil altri 4 singoli dell'album sono:F:K:H, In Ecstasy, Starlings e Talk of the Town.
Pete Doherty è stato il cantante nell'ultima canzone "Throwaways".
L'album è arrivato primo nelle classifiche Inglesi e Scozzesi nella sua prima settimana per poi scendere alla 29ª posizione.

## Critica
Billy Edwards di Buzz Feed ha definito l'album "Immediato, accessibile e divertente".
Robin Murray di Clash Music ha riportato che l'album è "remarcabilmente effettivo" ed ha detto che "ha scolpito alcune belle melodie per chitarra, fondendo sottile malinconia con ritornelli impetuosi e una sorta di saggezza da uomo comune".
Sam Bandock di RGM ha fattoo una revisione traccia per traccia dicendo "A Matter of Time è un album meraviglioso che dimostra che gli Shed Seven sono diventati sempre più completi come musicisti nel corso degli anni. La passione può essere ascoltata in ogni traccia ed è una solida esperienza di ascolto."
Scrivendo per Financial Times Ludovic Hunter-Tilney ha detto sul testo che "sembrano slogan Britpop assemblati in pacchi piatti" chiamando la musica "rock per carne e patatine". Però Hunter Tilney disse anche che Witter cantava "dal cuore" mentre il grupposuonava con "energia e freschezza".

## Tracce
1. Let's Go – 2:21
2. Kissing California – 4:13
3. Talk of the Town – 4:26
4. Let's Go Dancing – 5:00
5. In Ecstasy – 4:41
6. Tripping with You – 4:53
7. Let's Go (Again) – 0:27
8. Real Love – 4:11
9. F:K:H – 4:48
10. Starlings – 5:03
11. Ring the Changes – 3:56
12. Throwaways – 6:11

## Formazione
Gruppo
- Rick Witter - voce
- Paul Banks - chitarra e pianoforte
- Tom Galdwin - basso
- Robert 'Maxi' Maxfield - batteria e e percussioni
- Tim Wills - Tastiera

Altri musicisti
- Rowetta - cori nella canzone (In Ecstasy)
- Laura McClure - cori nella canzone (Tripping with You)
- Pete Doherty - cori nella canzone (Throwaways)

Produzione
- Youth

## Classifiche
| Classifica (2024)                | Posizione massima |
| -------------------------------- | ----------------- |
| Scozia                           | 1                 |
| Regno Unito (Album)              | 1                 |
| Regno Unito (Album Indipendenti) | 1                 |